# Домінантна ознака
Домінантна ознака — ознака, що виявляється у гібридів першого покоління при схрещуванні чистих ліній. Результат наявності домінантного алеля. Зазвичай «дикий тип», тобто варіант, властивий більшості особин природних популяцій — це домінантна ознака. Наприклад, чорне забарвлення пір'я у граків — домінантна ознака, а біле забарвлення, яке рідко зустрічається, викликане нездатністю синтезувати пігмент — рецесивна ознака. Домінантні ознаки можуть бути обумовлені генами, розташованими в нестатевих (аутосомах) хромосомах або в статевих хромосомах (ознаки, зчеплені зі статтю). У першому випадку ознака називається домінантно-аутосомною.
Домінантність — форма взаємовідносин між алелями одного гену, при якій один з них (домінантний) пригнічує (маскує) прояв іншого (рецесивного) і таким чином визначає прояв ознаки як у домінантних гомозигот, так і у гетерозигот. Домінантність визначає ефект різних версій певного гена на фенотип організму. Багато тварин (включаючи людину) і рослин, що розмножуються статевим шляхом, мають дві копії кожного гена у своєму геномі, отримані від різних батьків. Різні варіанти одного гену відомі як алелі, прикладом алелів є, наприклад, алелі гену, що відповідають за форму мочки вуха. Якщо організм отримує два алелі, що відповідають різним фенотипним ознакам, фенотип організму в багатьох (але далеко не всіх) випадках повністю визначається одним з алелів. Цей алель в такому випадку називається домінантним, а другий, який не має помітного ефекту на фенотип, рецесивним.

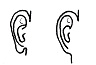
Вільна та притиснута мочки вуха

Наприклад, якщо людина отримує алель, що відповідає вільним мочкам вуха від одного з батьків та притиснутим від другого, ця людина матиме вільні мочки вуха. Таким чином, алель вільних мочок вуха домінантний над алелем притиснутих мочок вуха (а алель притиснутих мочок вуха рецесивний щодо алеля вільних мочок вуха). Для того, щоб отримати притиснуті мочки вуха, людина повинна отримати алелі притиснутих мочок вуха від обох батьків. Це, проте, не означає, що будь-який з батьків повинен мати притиснуті мочки вуха — вони можуть мати цей алель як рецесивний.
Здебільшого домінантність існує для генів, що кодують ферменти, домінантним є алель, що кодує повноцінний варіант, а рецесивним — що кодує неактивний або ніякого продукту. Здебільшого, для нормального функціонування клітини достатньо кількості ферменту, що експресується лише з однієї копії гену, таким чином домінантний алель здатний забезпечити нормальну функціональність навіть за наявності рецесивного алеля у другій копії гену, що майже не відрізняється від функціональності організму з двома домінантними алелями.
Домінантність була відкрита Ґреґором Менделем, який ввів для позначення домінантних алелів запис назви гену великими літерами, а рецесивних — маленькими. Такий запис інколи використовується і зараз, особливо при викладанні класичної генетики (наприклад, E та e для алелів, що відповідають вільні та притиснуті мочки вуха). Хоча такий запис зручний, в багатьох випадках він приводить до непорозумінь, тому що домінантність не є ознакою алеля в ізоляції, але тип відносин між двома алелями. Якщо генетики неформально називають алель домінантним або рецесивним, найчастіше мається на увазі його відношення до стандартного алеля.
Також часто термін «домінантність» використовується для позначення часткової домінантності на відміну від повної, описаної вище. У цьому випадку, проте, опис повинен включати і проміжні або змішані фенотипи. Тип відносин, при якому різні ознаки фенотипу, характерні для двох алелів, проявляються одночасно за наявності обох алелів, називається кодомінантністю.
Ознака, що виявляється у гібрида першого покоління і пригнічує розвиток іншої ознаки, була названа домінантною, а протилежна, тобто пригнічувана, ознака — рецесивною.